# Takeo Okumura
Takeo Okumura (奥村 武雄, Okumura Takeo) est un as du service aérien de la Marine impériale japonaise pendant la seconde guerre sino-japonaise et la Seconde Guerre mondiale. Il est crédité de 54 victoires aériennes, bien que ce chiffre soit exagéré selon les historiens Ikuhiko Hata et Yasuho Izawa, qui avancent un chiffre réaliste situé autour d'une trentaine de victoires.
Okumura intègre la Marine impériale japonaise dès 1935 (soit à 15 ou 16 ans) mais ne devient pilote de chasse qu'en septembre 1938. Il combat ensuite en Chine en 1940, et remporte quatre victoires. Durant la guerre du Pacifique, Takeo Okumura sert principalement dans la mer des Salomon, et est crédité de cinquante victoires dans cette zone avant sa disparition le 22 septembre 1943 à l'âge de 23 ans. Il revendique notamment dix victoires en une seule journée le 14 septembre 1943, ce qui est probablement un record dans le conflit et lui vaut de recevoir une épée cérémonielle des mains du vice-amiral Jinichi Kusaka, commandant en chef de la flotte de la zone sud-est.

## Biographie
Takeo Okumura naît le 27 février 1920 dans la préfecture de Fukui,. Dès 1935, il s'engage dans la Marine impériale japonaise à Kure, siège du plus important arsenal naval du pays et du district naval du même nom. En février 1938, sa demande de transfert dans le service aérien de la Marine est acceptée et il entame une formation de pilotage. Il en sort diplômé en septembre de la même année.
Il faut cependant attendre mars 1940 pour qu'il soit affecté à une unité de combat : le 14e kōkūtai, basé dans le sud de la Chine dans le cadre de la seconde guerre sino-japonaise. Il participe à son premier combat aérien le 7 octobre 1940 au cours de l'attaque aérienne sur Kunming menée par le lieutenant de vaisseau Mitsugi Kofukuda (en). Sept chasseurs Mitsubishi A6M doivent escorter 27 bombardiers Mitsubishi G3M pour bombarder la ville. Mais le groupe d'attaque est accroché par des Polikarpov I-15 chinois. Ces appareils soviétiques sont surclassés par les chasseurs japonais, et les pilotes du 14e kōkūtai abattent 13 avions chinois en quelques minutes dans subir de pertes. Takeo Okumura, lui, est crédité de 4 victoires aériennes lors de cet engagement,. Il s'agit d'ailleurs de l'un des derniers engagements aériens notables dans la guerre sino-japonaise : la supériorité des avions japonais devient ensuite telle que les Chinois ne peuvent plus opposer de véritable résistance dans les airs. Takeo Okumura est donc renvoyé au Japon pour servir d'instructeur pour les futurs pilotes de la Marine.

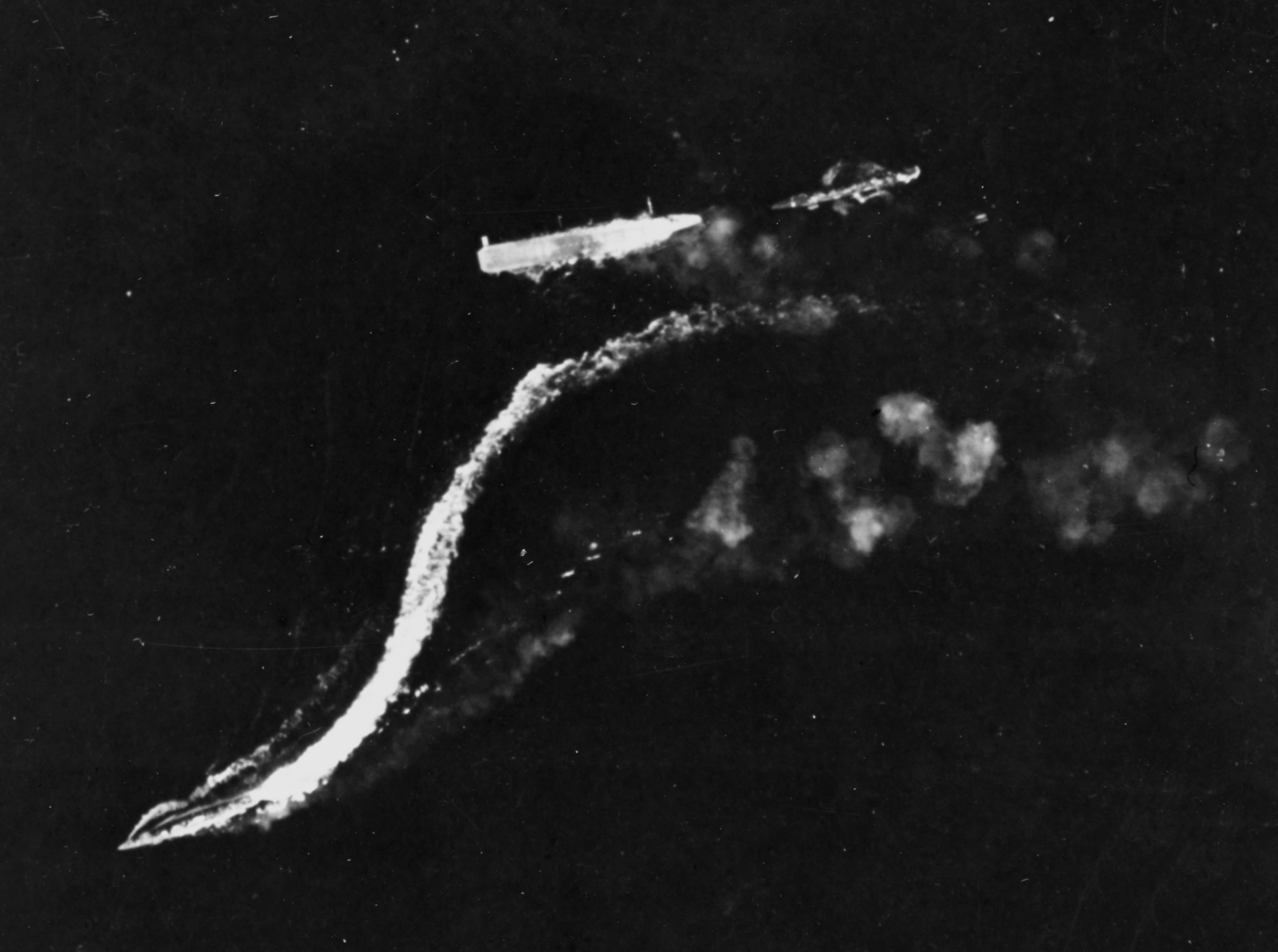
Le Ryūjō déjà gravement endommagé (au centre) le 24 août 1942, bombardé par des bombardiers B-17. Le destroyer Amatsukaze (centre en bas) s'éloigne du Ryūjō à vitesse maximale et le Tokitsukaze (difficilement visible, centre à droite) s'éloigne de la proue du Ryūjō afin d'éviter les bombes des B-17.

Il y reste jusqu'en juillet 1942, après le déclenchement de la guerre du Pacifique en décembre de l'année précédente. Il est alors affecté au groupe aérien du Ryūjō, un porte-avions léger très utilisé dans l'offensive japonaise vers les îles Salomon. Le 24 août 1942, Okumura participe à une attaque de bombardiers-torpilleurs sur des navires américains près de Guadalcanal dans le cadre de la bataille des Salomon orientales.
Avec le reste de son groupe, ils sont interceptés par des Grumman F4F Wildcat du VMF-223, une unité de chasse du corps des Marines. Menés par l'as Marion Eugene Carl (en), les Américains engagent un violent combat avec les Japonais. Au cours de celui-ci, Okumura est séparé du reste de son escadrille, qui rapporte sa disparition lors du retour sur le Ryūjō,. Ce dernier est ensuite coulé en début d'après-midi le 24 août par les attaques des avions embarqués de de l'USS Saratoga. Takeo Okumura réussit cependant à regagner le territoire sous contrôle japonais pour atterrir, après le combat au-dessus de Guadalcanal. À la suite de la perte de son porte-avions, il est affecté au kōkūtai Tainan, un groupe aérien basé à Rabaul sur l'île de Nouvelle-Bretagne. Il reste avec cette unité de début septembre à fin octobre 1942, et participe à de nombreux raids sur Guadalcanal, au cours desquels il est crédité officiellement de 14 victoires aériennes. Okumura est ensuite rapatrié au Japon en décembre pour redevenir instructeur.

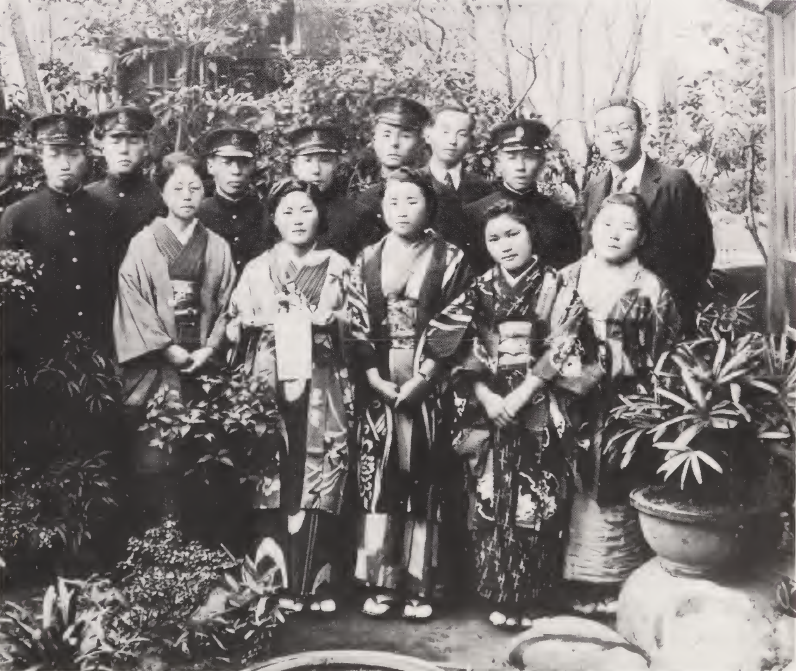
Takeo Okumura (tout à gauche), à Atami en 1943.

En mai 1943, Takeo Okumura est affecté au 201e kōkūtai, et regagne en juillet le front du Pacifique, à Buin (en) sur l'île de Bougainville en Papouasie-Nouvelle-Guinée. Là, il participe à de très violents combats aériens, quasi-quotidiens en raison de l'activité aérienne alliée due à la préparation de la campagne de Bougainville. L'un des combats les plus notables de la carrière d'Okumura survient le 14 septembre 1943, lorsqu'une importante force américaine attaque la base de Buin. Près de 200 chasseurs et bombardiers alliés sont interceptés par 117 chasseurs japonais. Au cours de plusieurs sorties dans la matinée (trois pour Henry Sakaida, cinq pour Ikuhiko Hata et Yasuho Izawa), Takeo Okumura revendique avoir abattu dix avions ennemis : un Chance Vought F4U Corsair, deux Curtiss P-40 Warhawk, cinq Grumman F6F Hellcat, un Douglas SBD Dauntless et un Consolidated B-24 Liberator abattu conjointement avec d'autres pilotes. Pour ces actions, Takeo Okumura est récompensé par le vice-amiral Jinichi Kusaka, commandant en chef de la flotte de la zone sud-est, qui lui remet un katana cérémoniel. L'inconsistance du suivi individualisé des victoires à l'échelle de l'intégralité des forces japonaises empêche de le confirmer, mais il est possible que les dix victoires revendiquées en une seule journée par Okumura soit un record dans la guerre du Pacifique,.
Le 22 septembre 1943, une semaine après la cérémonie avec le vice-amiral Kusaka, Takeo Okumura prend de nouveau part à une mission de combat : une force japonaise devant frapper un convoi allié près du cap Cretin (ceb), en Papouasie-Nouvelle-Guinée. L'attaque se heurte à une cinquantaine d'avions alliés, dans des conditions météorologiques difficiles. Takeo Okumura disparaît lors de cet affrontement et est présumé mort au combat à 23 ans. Le commandant du 201e kōkūtai le recommande pour une promotion posthume de deux échelons, qui n'aboutit pas. A sa mort, Takeo Okumura est crédité de quatre victoires remportées en Chine et 50 dans le Pacifique. Ce chiffre est toutefois exagéré selon Ikuhiko Hata et Yasuho Izawa, qui jugent plus réaliste un total de victoires situé dans la trentaine.